# Tomoyuki Sakai
Tomoyuki Sakai, född 29 juni 1979 i Saitama prefektur, Japan, är en japansk före detta fotbollsspelare.